# 島戶莉瑠
島戶莉瑠（日语：しまどりる）是一名男性日本插畫家。隸屬於Tookyo Games。

## 簡歷
同人圈「Stripe Pattern」的創辦人。參加了自2009年夏季起由講談社BOX主辦的漫畫家培養計劃——西島大介的靈感☆漫畫學校。
2010年3月，畢業於東京造形大學美術學部繪畫專業領域。畢業作品是使用了岩畫顏料和各種箔片繪製的等身大角色的日本畫。
2018年9月加入Tookyo Games。

## 作品列表

### 漫畫
- 《戀愛勇者》（原作：Last Note.、COMIC@LOID、2012年12月26日 - ）※Vol.1裏刊載短篇

### 桌上角色扮演遊戲
- RPF赤龍（星海社FICTIONS、2012年1月31日 - ） - 玩家角色設計、插畫
- 共鳴性怪異TRPG「大惡黨地獄之原斬人」
- 共鳴性怪異TRPG「大怪獸薩美拉」

### 小說封面・插畫
- 《蓮華君的不幸暑假》（海原育人/著 C★NOVELS Fantasia）
- 《Chaos Dragon 赤龍戰役》（三田誠/著 星海社FICTIONS）
- 《槍彈辯駁十神（下）》（佐藤友哉/著 星海社FICTIONS）
- 《FGO推理探秘小說集 迦勒底事件簿 file.01》（青崎有吾等/著 星海社FICTIONS）
- 《シャークロアシリーズ 炬島のパンドラシャーク》（成田良悟/著 ⅡⅤ）

### 遊戲
- 《絕對絕望少女 槍彈辯駁Another Episode》
- 《Fate/Grand Order》（部分角色設計[5]）
- 《超偵探事件簿 霧雨謎宮》（副角色設計、背景設計[6]）

## 外部連結
- すとらいぷぱたーん （页面存档备份，存于） - 作者本人的網站
- しまどりる(@simadoriru) （页面存档备份，存于） - 作者本人的Twitter
- しまどりる （页面存档备份，存于） - 作者本人的Youtube Channel